# Ella Fox
Ella Fox es una deportista estadounidense que compite en remo. Ganó una medalla de plata en el Campeonato Mundial de Remo en Sala de 2025, en la prueba de 500 m.

## Palmarés internacional
| Campeonato Mundial | Campeonato Mundial | Campeonato Mundial | Campeonato Mundial |
| Año                | Lugar              | Medalla            | Prueba             |
| ------------------ | ------------------ | ------------------ | ------------------ |
| 2025               | Sede virtual       | Medalla de plata   | 500 m              |